# 麦克·加拉格尔
麦克·加拉格尔（英語：Mike Gallagher，1984年3月3日—）是美国威斯康辛州的一位共和黨籍政治家，自2017年至2024年擔任威斯康辛州第八國會選區的聯邦眾議員。他曾經擔任斯考特·沃克參加2016年美國總統選舉共和黨初選時的外交顧問。2023年成為首任美國與中國共產黨戰略競爭特設委員會主席。

## 生平

### 早年
加拉格尔童年住在格林贝直到中学。父母离婚后，他搬到加利福尼亚州，就讀圣安娜的马特·迪高中，暑假则回到威斯康星州。加拉格尔后来说，他的老师“赋予我对历史的热爱，使我走上了攻读冷战史博士学位的道路。” 2002年的毕业典礼上，他作為畢業生代表致詞。

### 军队
加拉格尔是美国海军陆战队的情报官，服役七年（2006-2013）。他两次被派往伊拉克的安巴尔省， 在彼得雷乌斯将军的美国中央司令部（CENTCOM）评估团队中担任情报团队的指挥官。他以反情报官和CENTCOM评估小组成员的身份评估了美国在中东和中亚的军事战略。

### 教育
加拉格尔拥有普林斯顿大学伍德罗·威尔逊公共与国际事务学院的文学学士学位。随着对全球安全的兴趣日益浓厚，他于2006年从西班牙语专业转到了阿拉伯语。在Frederick Hitz的监督下进行，加拉格尔完成了长达117页的高级论文，题为“中东非对称威胁的新方法：从战斗到制胜”（New Approaches to Asymmetric Threats in the Middle East: From Fighting to Winning）。同时，他在英国剑桥的兰德公司完成了暑期的海外实习，致力于对西班牙巴斯克分离主义分子等恐怖组织的战略研究。
加拉格尔在美国海军陆战队进行首次伊拉克之旅后，于2010年毕业于美国国家情报大学，攻读MSSI（战略情报学理学硕士）。
加拉格尔于2012年完成乔治城大学安全研究硕士学位。然后他开始博士研究，撰写关于哈里·杜鲁门和德怀特·D·艾森豪威尔以及冷战的论文，并于2015年获得政府及国际关系博士学位。

### 政治生涯
加拉格尔曾在美国参议院外交委员会担任共和党参谋。时任威斯康星州州长斯科特·沃克于2015年2月聘请加拉格尔擔任外交政策顾问，为他2016年的总统竞选做准备。
2016年，他當選為威斯康辛州第八國會選區的聯邦眾議員。
2022年12月8日，美國眾議院共和黨領袖凱文·麥卡錫宣布成立眾議院美中戰略競爭委員會，並任命加拉格爾擔任委員會的首任主席。
2024年4月20日，他宣布辭去眾議員的職位，後於24日正式生效。
卸任眾議員後，他加入华盛顿智库哈德逊研究所、美國數據分析及國防承包商 Palantir Technologies 和咨询机构 TitletownTech 工作

### 政策與立場

#### 外交
- 2024年2月22日（台北時間），加拉格爾與跨黨派的聯邦眾議員訪團抵達台灣進行訪問，同行者包括眾議員拉賈·克利胥納莫提（民主黨，現為中共問題委員會首席議員）、約翰·穆羅爾（共和黨）、塞斯·穆爾頓（民主黨）以及达斯蒂·约翰逊（共和黨）等人[8][9][10]。加拉格爾一行陸續與中華民國政界重要人士會面，先後獲時任總統蔡英文、副總統兼候任總統賴清德、候任副總統蕭美琴接見[11]，並與立法院正副院長韓國瑜、江啟臣等國會議員會談[8]。此外，這並不是加拉格爾首次前往台灣，2023年年初他便有訪問台灣的紀錄[12]。

### 中華人民共和國制裁
2024年5月21日，中華人民共和國外交部宣佈依據《中華人民共和國反外國制裁法》，對麦克·加拉格尔採取以下制裁措施：一、凍結在中國境內的動產、不動產和其他各類財產；二、禁止中國境內的組織、個人與其本人進行有關交易、合作等活動；三、對其本人不予簽發簽證、不准入境。
麦克·加拉格尔透過智庫哈德遜研究所就制裁發表聲明，“这些制裁至少揭示了有关中共和新冷战的两个重要事实。首先，我们面对的是一个永远偏执的马克思列宁主义政权，它完全致力于与西方宪政民主、普遍人权和言论自由等所谓外国敌对势力进行“长期斗争”并要取得胜利。其次，中共和美国在道德上不存在对等性。我们制裁中共官员实施种族灭绝和贩运致命的芬太尼前体化学品，他们制裁美国官员是因为这些人说出了自己的想法或在追求真相。”